# Marele singuratic (film)
Marele singuratic este un film românesc din 1977, regizat de Iulian Mihu după romanul omonim scris în 1972 de Marin Preda. Rolurile principale sunt interpretate de George Motoi, Florența Manea, Gheorghe Dinică, Ion Caramitru și Adriana Nemeș.

## Rezumat
Nicolae Moromete (George Motoi), fiul lui Ilie Moromete din romanul Moromeții, este căutat de prim-secretarul Comitetului Regional de Partid (Gheorghe Dinică). Ei se cunoscuseră în anii de după cel de-al Doilea Război Mondial, prietenul său fiind cu 5-6 ani mai mare. Nicolae a fost activist de partid în anii '50 ai secolului al XX-lea și a săvârșit o eroare politică în urma căruia un om nevinovat s-a sinucis. Un țăran pe nume Valache (Florian Budu) pe a cărui terasă obișnuiau să mănânce și să bea Nicolae și prietenul său a fost acuzat pe nedrept că nu și-a plătit impozitele și a ajuns la închisoare. După ce a ieșit din închisoare, Valache nu a mai vorbit cu nimeni, intrând într-o muțenie absolută. După un timp, Valache s-a spânzurat, fără ca Nicolae să-l apere. Prietenul îl roagă să redevină activist de partid după o perioadă de 15 ani de pauză și îi promite că îl va ajuta să fie ales în Comitetul Regional.
Marcat de evenimentele petrecute în anii instaurării comunismului, Nicolae a renunțat la activitatea politică și a devenit inginer horticultor la o seră din apropierea Bucureștiului (numită „Castelul”). El se afundă în singurătate și refuză să se mai implice în viața obștească, deși pasivitatea îl nemulțumește.
El este vizitat la „castel” de fosta sa iubită, pictorița Simina Golea (Florența Manea), de care se despărțise cu un an în urmă. Ea avusese o legătură sentimentală cu pictorul Victor Pătrașcu (Ion Caramitru), de care se despărțise între timp. Pictorul era foarte talentat și îi reproșa mereu ei că nu are talent. Simina îi cere iertare lui Nicolae și îi spune că îl iubește în continuare. El se împrietenește cu inginera zootehnistă Nicoleta Păceșilă (Adriana Nemeș), directoarea Fermei zootehnice și logodnica medicului veterinar Hâncu.
Nicolae reia legătura cu Simina căreia îi povestește întâmplări din copilăria sa (filmate în alb-negru sau în sepia). El afirmă că violențele alternate cu gândurile la fete ale tinerilor de vârsta sa l-au făcut să devină un singuratic și să vrea să schimbe lumea. Iubita sa îl acuză de lașitate pentru că și-a abandonat idealurile în urma acelui eveniment nefericit, iar Nicolae o părăsește rănit în mândria proprie. Dându-și seama că încă o mai iubește, el se duce după ea la mare și este reprimit de iubita sa.
Pentru a-și pregăti o expoziție programată în noiembrie, peste trei luni, Simina pleacă cu Nicolae la casa părinților lui de la țară pentru a picta în liniște și a găsi surse de inspirație. Ea lucrează acolo de dimineață până seară, pictând peisaje și chipuri de țărani, inspirația ei fiind stimulată de iubirea lui Nicolae. Expoziția ei îi uluiește pe critici, dar lumea remarcă aspectul schimbat al Siminei, lipsa ei de culoare de obraji. Observând că ea are temperatură, Nicolae o duce la medicul Costinescu care îi diagnostichează cu erupție pulmonară, un TBC de o violență extremă survenit pe fond de epuizare. Simina este internată într-un sanatoriu, dar starea ei de sănătate se înrăutățește și ea moare. Înainte de a muri, Simina îi cere să nu-și caute o altă femeie, ci să continue să trăiască cu ea în gând.
După moartea iubitei sale în urma unei boli de plămâni, Nicolae Moromete își pune problema morții și a inutilității vieții. În Duminica Paștelui el discută cu Nicoleta Păceșilă, iar aceasta îi spune că viața oricărui om are un rost și că nu trebuie să renunțe să-și trăiască viața. Nicolae meditează la toate aceste argumente și decide să accepte invitația vechilor tovarăși de a-și relua activitatea politică, dorind să-i ajute pe oamenii pe umerii cărora apasă prea multe răspunderi.

## Distribuție
- George Motoi — inginerul horticultor Nicolae Moromete, fost activist de partid
- Florența Manea — pictorița Simina Golea, iubita lui Nicolae
- Gheorghe Dinică — prim-secretarul Comitetului Regional de Partid
- Toma Caragiu — inginer agronom
- Adriana Nemeș — inginera zootehnistă Nicoleta Păceșilă, șefa Fermei zootehnice, logodnica medicului veterinar Hâncu
- Ion Caramitru — pictorul Victor Pătrașcu, fostul iubit al Siminei
- Petre Gheorghiu — președintele Sfatului Popular Comunal
- Jean Lorin Florescu — inginer zootehnist
- Florina Luican — mama lui Nicolae
- Florina Cercel — Ilinca, sora mai mare a lui Nicolae
- Gheorghe Dumitru — tatăl lui Nicolae
- Eugen Țugulea — criticul de artă
- Răzvan Radulea — Nicolae Moromete copil
- Tatiana Iekel — mătușa Nicoletei
- Mihai Mereuță — Moș Anghel, tehnician zootehnist, fost aviator
- Virgil Voinea
- Florian Budu — Valache, un țăran arestat pentru neplata cotelor
- Luchian Botez
- Vera Varzopov — mama Siminei
- Mircea Șeptilici — tatăl Siminei
- Lorența Apetrei
- Florin Scărlătescu — preotul din satul lui Moromete
- Doina Limbășanu — mireasa din satul lui Moromete
- Vasile Popa — horticultor
- Mariana Cristea
- Petre Vîja
- Leontina Mihașan
- Sorin Dragomir
- Carmen Dinu
- Dorin Moscalciuc
- Dan Florea
- Niculae Preda — copil
- Alexandru Preda — copil
- Gabriel Tudor — copil
- Gianina Popa — copil
- Făgăraș Popa — copil
- Florin Piersic Jr. — copil

## Producție
Scenariul acestui film a fost scris chiar de Marin Preda și avea titlul inițial Castelul dragostei, „după o idee din romanul Marele singuratic”. Scriitorul a lucrat la acest scenariu încă din 1973, versiunea finală fiind definitivată la sfârșitul anului 1975. Filmul a intrat în faza de producție la 5 ianuarie 1976. 
Marele singuratic a fost realizat în studiourile Centrului de Producție Cinematografică București. Filmările au avut loc în perioada 1 aprilie - 1 iunie 1976 și au durat 38 de zile. Cadrele filmului au fost filmate la Mogoșoaia, Constanța și Sinaia. O parte din filmări au avut loc la Palatul de la Mogoșoaia.
Filmul a fost vizionat de conducerea Casei de Filme 4 la 13 iulie 1976, fiind constatate „lipsuri care provin din neaprofundarea situațiilor dramatice și filmarea lor necorespunzătoare”. Marin Preda s-a declarat și el nemulțumit, considerând că aproape toate secvențele de flash-back care ilustrează viața satului, copilăria și tinerețea lui Niculae Moromete sunt nereprezentative pentru opera sa, iar „modul de relatare a poveștii de dragoste este defectuos, incoerent”. El a solicitat refilmarea secvențelor de amintire, precum și adăugarea unor cadre și secvențe care să dea coerență povestirii. Studioul a refuzat să realizeze filmări noi fără un scenariu modificat și deviz suplimentar, apelându-se la unele soluții necorespunzătoare. Directorul casei de filme, Dumitru Ghișe, recomanda la 18 septembrie 1976 efectuarea de „îmbunătățiri”.
Scenariul modificat a fost înaintat la 30 septembrie 1976, iar Consiliul Culturii și Educației Socialiste (C.C.E.S.) a dispus efectuarea de filmări suplimentare care au avut loc timp 12 zile (în perioada 1 octombrie – 3 noiembrie 1976) la București, Sterianu, Mogoșoaia, Ciorogârla și Buftea. Materialul a fost completat cu noi secvențe, în timp ce altele au fost eliminate. Chiar și așa, conducerea C.C.E.S., care a vizionat noul decupaj la 23 noiembrie 1976, a fost nemulțumită și a cerut noi filmări suplimentare. Noul material a fost vizionat la 12 decembrie 1976 de către conducerea Consiliului și de Cornel Burtică, secretar al C.C. al P.C.R., fiind constatate noi probleme, iar regizorul fiind acuzat că „a introdus în film, fără acordul Casei, materialul respins la vizionările anterioare, referitor la abuzurile comise la adresa personajului Valache, judecarea, condamnarea și moartea acestuia”. Filmul a fost vizionat din nou la 19 și 31 martie 1977, făcându-se propunerea de eliminare a unor cadre și replici. În cele din urmă, conducerea C.C.E.S. a aprobat la 2 iunie 1977 începerea lucrărilor de laborator pentru efectuarea copiei standard. Cheltuielile de producție s-au ridicat la 2.969.000 lei.
Muzica din film a fost interpretată de Orchestra simfonică a Radioteleviziunii Române dirijată de Ludovic Bács (creditat pe generic ca Ludovic Baci). Picturile din film au fost realizate de Rodica Popescu. Pe genericul filmului, numele lui Toma Caragiu apare încadrat de un chenar negru, filmul fiind finalizat la 26 septembrie 1977, după moartea actorului în urma Cutremurului din 4 martie 1977.

## Recepție
Filmul Marele singuratic a fost vizionat de 1.655.923 de spectatori la cinematografele din România, după cum atestă o situație a numărului de spectatori înregistrat de filmele românești de la data premierei și până la data de 31.12.2007 alcătuită de Centrul Național al Cinematografiei.
Majoritatea criticilor au remarcat ecranizarea fidelă de către regizorul Iulian Mihu a romanului lui Marin Preda. În acest sens, Eva Sârbu scria următoarele: „«Marele singuratic» este, fără îndoială, o adâncă plecăciune pe care cinematograful o face în fața literaturii. Ca film, el poate să placă, să displacă, să încânte sau să nedumerească, în nici un fel și în nici un chip nu poate trăi indiferența. Pentru că literatura în fața căreia se înclină poartă semnătura lui Marin Preda, dar și pentru că cel care face această plecăciune este Iulian Mihu. Un regizor cu ale cărui filme poți fi sau nu de acord, le poți accepta sau respinge, în nici un caz nu le poți ignora”.
Analizând acest film, criticul Călin Căliman remarcă faptul că Marele singuratic este un film atipic pentru regizorul Iulian Mihu, „un cineast cu personalitate agresivă”, care s-a dovedit aici a fi un „umil” supus al romancierului și scenaristului Marin Preda, filmul fiind „o „plecăciune” în fața literaturii lui Marin Preda”.
Alți critici au evidențiat însă simplismul și banalitatea ecranizării, considerând că valoarea filmului este mult scăzută de neînțelegerea spiritului cărții. Printre aceștia este și criticul Florian Potra care a făcut filmului o recenzie acidă: „Vrând nevrând, regizorul face să se coaguleze un climat de banalitate cu pretenții intelectualiste, pe o structură povestitoare de Love story, sesizabilă și în roman, dar simțitor fortificată în film. Produsul finit, filmul văzut în întregime dă până la urmă senzația unui hibrid, senzația unui amestec ambițios de literatură și film, în care motivele și procedeele uneia nu ajung să se contopească într-o lucrare nouă, artistic autonomă, cu motivele și procedeele celuilalt ci, dimpotrivă, acestea aproape că se resping reciproc. Așa stând lucrurile, filmul se autocalifică drept o ecranizare cvasiinutilă, palidă ca propagandistă a literaturii și minoră ca lucrare specific cinematografică, neconvingătoare și în dimensiunea strict ideologico – politică”.
Criticul Tudor Caranfil a dat filmului doar o stea din cinci și a făcut următorul comentariu: „Valoarea filmului nu depășește povestea acestei imposibile iubiri, tratată într-o manieră „distanțată” și dedramatizată, spre deosebire de modelul literar pentru care narațiunea nu era decât pretext. Ilustrativ și static, în ciuda montajului Gabrielei Nasta (Pr. ACIN), fără a reuși să facă din manieră, stil, Mihu alege soluții simpliste, cu rostire „albă” marcând momentele de meditație ale personajului.”
Jurnalistul Cristian Tudor Popescu, doctor în cinematografie și profesor asociat la UNATC, considera Marele singuratic drept un film cu caracter politic și propagandistic al epocii comuniste.

## Premii
Gabriela Nasta a obținut în 1977 Premiul pentru montaj al Asociației Cineaștilor din România (ACIN) pentru activitatea sa la acest film; premiul a fost decernat ex-aequo și Cristinei Ionescu pentru filmul Mama.